# The Wrythe
The Wrythe – dzielnica Londynu, w Wielkim Londynie, leżąca w gminie Sutton. Leży 16,4 km od centrum Londynu. W 2011 roku dzielnica liczyła 10 163 mieszkańców.